# Mildrette Netter
Pour les articles homonymes, voir Netter.
Mildrette Netter, née le 16 juin 1948, est une ancienne athlète américaine.
Elle a participé pour les États-Unis aux Jeux olympiques d'été de 1968 où elle est devenue championne olympique en relais 4 × 100 m avec ses compatriotes Barbara Ferrell, Margaret Bailes et Wyomia Tyus.
Quatre ans plus tard, aux jeux de Munich, elle terminait quatrième du relais 4 × 100 m avec Martha Watson, Mattline Render et Iris Davis.

## Palmarès

### Jeux olympiques d'été
- Jeux olympiques d'été de 1968 à Mexico ( Mexique)
  -  Médaille d'or en relais 4 × 100 m
- Jeux olympiques d'été de 1972 à Munich ( Allemagne de l'Ouest)
  - 4e en relais 4 × 100 m